# Франсиско де Сурбаран
Франсиско де Сурбаран (кръстен на 7 ноември 1598 г.; починал на 27 август 1664 г.) е испански художник от времето на Златния век на Испания, представител на Севилската школа. Той е известен както с религиозните си картини, изобразяващи монаси, монахини и мъченици, така и със своите натюрморти.

## Биография и творчество

### Раннен гений
Франсиско де Сурбаран е роден в испанския град Фуенте де Кантос. За дата на неговото раждане е приета датата на кръщаване – 7 ноември 1598 г.. Неговите родители са Луис де Сурбаран, богат търговец, и Исабел Маркес, оженили се на 10 януари 1588 г.
Предполага се, че започва своето образование в областта на изобразителното изкуство в школата на Хуан де Руелас в родния си град. През 1614 г. се присъединява към ателието на художника Педро Диас де Вилянуева, където през 1616 г. се запознава с Алонсо Кано.
През 1617 г. завършва своето чиракуване и се жени за Мария Паез, от която има три деца: Мария, Хуан (който наследява професията на своя баща, но умира по време на голямата епидемия от чума, настъпила в Севиля през 1649 г.), и Исабел Паула.
След смъртта на съпругата си се омъжва повторно през 1625 г. Втората му жена – Беатрис де Моралес е богата вдовица и подобно на първата му съпруга е с десет години по-възрастна от него.
През 1622 г. вече е известен художник, поради което го наемат в църквата на родния му град за изписване на олтара.
През 1626 г. подписва нов договор с проповедническата общност на Сан Пабло де Реал в Севиля, по който трябва да изрисува 21 картини в рамките на осем месеца. По това време, през 1627 г., той рисува прочутата картина Христос на кръста – творба, впечатлила толкова неговите съвременници, че Общинският съвет на Севиля през 1629 г. официално му предлага да се установи в града. Възхищението от картината се дължи на създаденото усещане за спокойствие и облекчение. Христос е прикован на груб дървен кръст. Краката са приковани отделно (както и в разпънатия Христос на Веласкес). Осветеното бяло платно, с множество драперии в бароков стил, което опасва кръста, драстично контрастира с ярко очертаните и гъвкави мускули на перфектното тяло. Лицето му е наклонено над дясното рамо. Визуалното пресъздаване на внушението за края на непоносимото страдание на тленното тяло и заместването му със славното възкресение доказва неговото безспорно майсторство.

### Севилски майстор
Смятан за специалист в направата на портрети и статуи, през 1628 г. Франсиско де Сурбаран е поканен да подпише договор с манастира „Дева Мария от Мерсед Калсада“. Там той се установява с членовете на семейството си и със своите чираци. В този период рисува картината на Свети Серапио, един от мъчениците на Ордена на милосърдието, починал през 1240 г., след като е бил измъчван, вероятно от английски пирати. Без капка кръв пресъздава ужаса. За разлика от Христос на Кръста, тук липсва божествената идея за Възкресението. От леко отворената уста не излиза дори един стон на болка, само последният дъх на живота. Големият бял плащ заема почти цялата част от картината. Спрямо него лицето остава леко пренебрегнато, като на заден фон. И именно в тази взаимовръзка между огромното бяло пространство и общата площ се открива точно златната пропорция. 
Сурбаран се провъзглася за „майстор художник на Севиля“, като с това предизвиква ревността и завистта на някои художници като Алонсо Кано. Сдружението на художниците отказва да му даде това звание, което води до прекъсване на поръчките от благороднически фамилии и от дотогавашните покровители – андалуските манастири.

### Национална слава
През 1634 г. той пътува до Мадрид, което се оказва определящо за неговото художествено израстване. В столицата той се среща с приятеля си Диего Веласкес, с помощта на когото се запознава с творчеството на италианските художници, работили в испанския двор. От този момент той скъсва с мрачността. Небето става по-ясно, а тоновете по-малко контрастни.
Надарен със званието „Художник на краля“, той се връща в Йерена, където заради предаността си към Дева Мария, рисува безплатно нейна картина за църквата „Дева Мария от Гранада“. Следват множество поръчки за други църкви, като Дева Мария от Дефенсион, църквата на Свети Роман в Севиля.
Сурбаран започва производството на религиозни картини за американския пазар, от които изключителен пример е серията от 12 картини, наречени Племената на Израел. Предполага се, че не са успели да достигнат своето местопредназначение поради пиратско нападение. Сега те се намират в Оукланд, в графство Дърам (Англия).
През 1639 г. умира и втората му съпруга Беатрис. През същата година той рисува Христос в Емаус (Музеи на изящните изкуства, Мексико) и „Екстазът на Свети Франциск“.
През 1641 г. неговият син Хуан се жени за Мариана де Куадрос (дъщеря на заможен търговец), който скоро след това умира.
През януари 1643 г. граф-херцогът на Оливарес, дотогава любимец на Филип IV, е заточен. Оливарес е голям покровител на андалуските художници. Настъпилата политическа криза се усеща и в търговската активност в Севиля, с което спада рязко и броят на поръчките за живопис. Но за разлика от своите колеги Сурбаран, като високоуважаван художник, не е засегнат до такава степен.
През 1644 г., на 46-годишна възраст той се жени за 28-годишната Леонор де Тордера, дъщеря на златар, от която има шест деца.
След 1636 г. Сурбаран засилва износа за Южна Америка. През 1647 г. перуански манастир му поставя задача да изготви 38 картини, от които 24 да бъдат деви в реален размер.
Продължава да изнася множество произведения към американския пазар, сред които реализира договор за продажба в Буенос Айрес на 15 деви, 15 царе и известни мъже, 24 светци и патриарси (всичките в реални размери), както и 9 холандски пейзажа.
За Сурбаран работят множество чираци и помощници. Предполага се, че за него работи и синът му Хуан, известен като добър художник на натюрморти. Красив натюрморт от Хуан де Сурбаран се намира в Музея в Киев.
В началото на 1650 г. Сурбаран се връща в Мадрид. Тогава той реставрира избелелите цветове на възхитителното лице на Девата в Благовещение (1638 г.), която се пази в Музея на Гренобъл, и рисува Христос носещ кръста (1653 г.) в Катедралата на Орлеан.
През 1658 г. четиримата големи художници – Сурбаран, Веласкес, Алонсо Кано и Мурильо – се срещат в Мадрид, където Сурбаран подкрепя Веласкес за присъединяването му към Ордена на Сантяго. От този период са творбите му Кърпата на Вероника (Национален Музей Валядолид), Почивка по пътя за Египет (Музей в Будапеща), Свети Франциско с череп, последната му прочута творба – Дева Мария с Младенеца и св. Йоан Кръстител, (1662 г.; Билбао, Музей на изкуствата)
През 1660 г. умира верният му приятел Веласкес. След малко повече от четири години, на 27 август 1664 г., в Мадрид умира и Франсиско де Сурбаран.

## Галерия
- Свети Лука като художник на Христос на кръста, Музей „Прадо“, Мадрид
- Смъртта на св. Бонавентура (Тялото на св. Бонавентура в присъствието на Папа Григорий X и Хайме I Арагонски), Лувър, Париж
- Отбраната на Кадис срещу англичаните, 1634 г., Музей „Прадо“, Мадрид
- Agnus Dei, Музей „Прадо“, Мадрид
- Натюрморт с лимони, портокали и роза, 1633 г., Музей „Нортън Саймън“, Пасадина, Калифорния